# Kleine Koppe

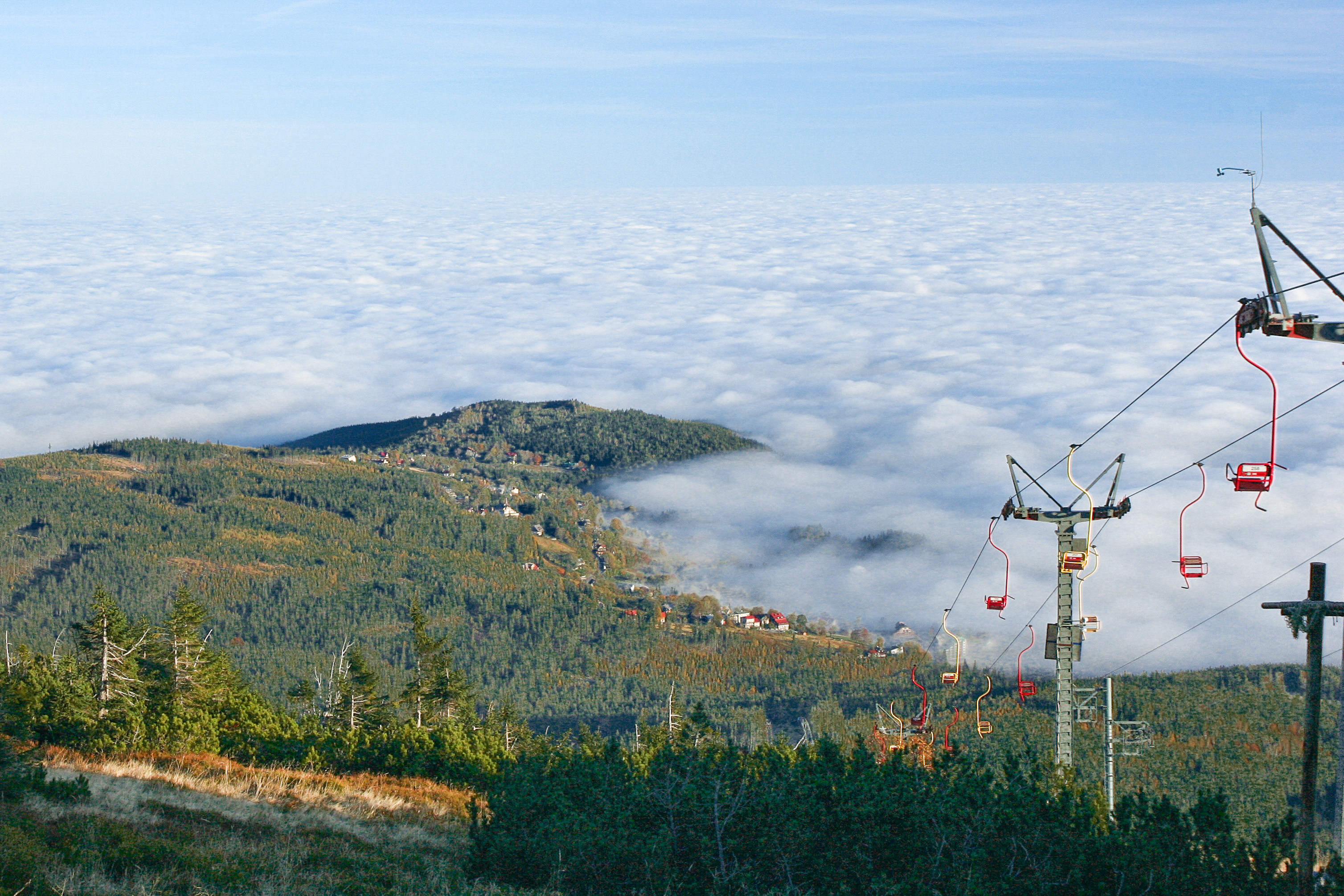
Zbyszek-Sesselbahn auf die Kopa mit Blick nordnordostwärts auf Häuser im Westen von Karpacz

Die Kleine Koppe (poln. Kopa) ist ein 1377,4 m n.p.m. hoher Sporn der Hochebene Równia pod Śnieżką (Koppenplan) auf der polnischen Seite des Riesengebirges, einem Teil der Sudeten. Er liegt nahe Karpacz (Krummhübel) in der Woiwodschaft Niederschlesien in nordnordwestlicher Nachbarschaft zur auf der tschechischen Grenze erhebenden Schneekoppe (1603,2 m).

## Geographie

### Lage
Die Kleine Koppe liegt im Mittelteil des Riesengebirges auf dem Nordhang von dessen Hauptkamm – auf dem Východní Slezský hřbet (Östlicher Schlesischer Kamm). Nach Nordnordosten fällt die Landschaft des im Karkonoski Park Narodowy (Nationalpark Riesengebirge) gelegenen Sporns in die polnische Stadt Karpacz (Krummhübel) ab. Knapp 800 m südlich des Sporngipfels verläuft die Grenze zur tschechischen Region Královéhradecký mit dortiger Stadt Pec pod Sněžkou (Petzer).
Südwestlich des Sporns entspringt auf dem Koppenplan die Łomnica (Große Lomnitz). Während ihr quellnaher Oberlauf den Sporn von der 1,3 km südsüdöstlich aufragenden Schneekoppe trennt, fließt die Łomnica durch Karpacz, und sie mündet in die Bóbr (Bober).
Zu den auf der tschechisch-polnischen Staatsgrenze liegende Nachbarbergen gehören außer der Schneekoppe die Czarna kopa (1410,6 m; dt. Schwarze Koppe; pol. Svorová hora) im Ostsüdosten und die Smogornia (1488,6 m; dt. Mittagsberg; tsch. Stříbrný hřbet) im Westnordwesten.

### Nahegelegene Gipfel
| Turek          |         |                |
| Weiße Wiese    | Kompass | Schwarze Koppe |
| Studniční hora |         | Schneekoppe    |

## Flora, Fauna und Naturschutz
Die oberen Bereiche des Sporns sind von Bergkiefern (Latschen) überwuchert. An den Hängen unterhalb wächst Gebirgsnadelwald, der hauptsächlich aus Fichten besteht.
In Bereichen der touristischen Nutzung ist die Lage für Pflanzen und Tiere problematisch. Daher wurde 1959 der polnische Karkonoski Park Narodowy gegründet, um ausgewählte Bereiche des Riesengebirges zu erhalten. Die markierten Wege dürfen nicht verlassen werden.

## Tourismus
Nach dem Zweiten Weltkrieg begann man damit, das Gebiet touristisch zu erschließen. 1959 wurde der ersten Sessellift gebaut – die 2229 m lange Zbyszek. Der Lift überwindet von der Talstation (ca. 815 m) nahe dem südwestlichen Ortsrand von Karpacz bis zur Bergstation (ca. 1350 m) rund 230 m nordwestlich des Sporngipfels etwa 535 m Höhenunterschied.
Obwohl es mittlerweile sechs weitere, wesentlich modernere Liftanlagen gibt, wurde diese 1er-Sesselbahn nach wie vor von Wanderern geschätzt, um im Sommer von der Bergstation aus, weiter vorbei an der Bergbaude Schronisko Dom Śląski (Schlesierhaus; ca. 1400 m), den Weg hinauf zum Schneekoppengipfel abzukürzen. Die Kombibahn Zbyszek (Kopa-Karpacz) wurde 2017 als 4er-Sesselbahn errichtet. 2018 wurde die Bahn zur Kombibahn umgerüstet, seitdem werden zeitweise zusätzlich 8er-Gondeln eingehängt. Die Liftanlage ersetzt die Einersesselbahn Zbyszek.
Im Winter beginnen auf Höhe der Bergstation die Skipisten des polnischen Skigebiets Kopa, das zusammen mit den Pisten rund um die 1,6 km westnordwestlich des Sporngipfels nahe dem Mały Staw (Kleiner Teich) stehende Bergbaude Schronisko Strzecha Akademicka (Hampelbaude; ca. 1258 m) zu den zwölf wichtigsten Polens zählt und trotz der geringen Größe bei den mehrheitlich polnischen Gästen beliebt ist; beim Mały Staw steht die Bergbaude Samotnia (Teichbaude; ca. 1195 m).

## Galerie

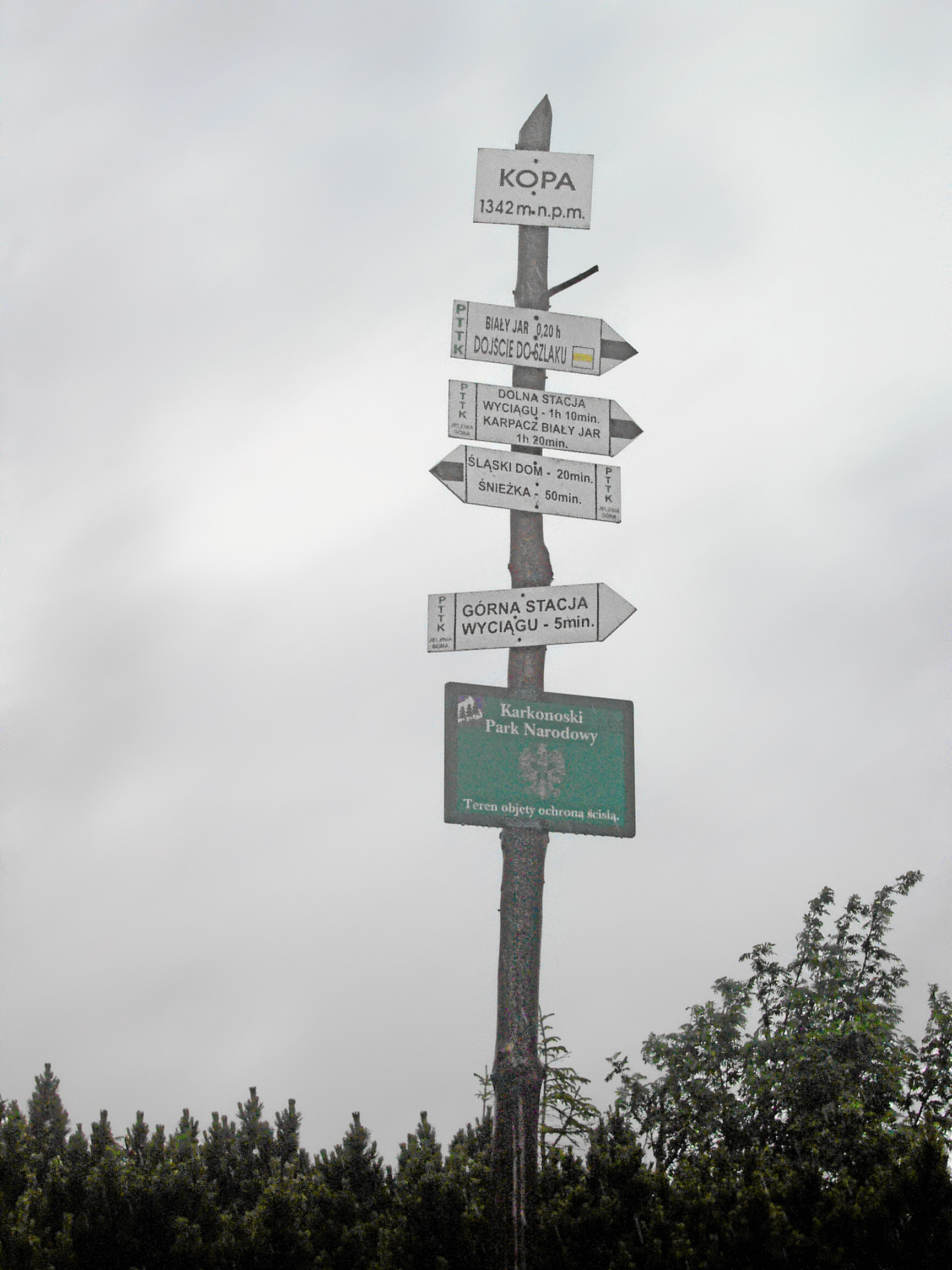
Schilderbaum (1342 m); nicht am Sporngipfel
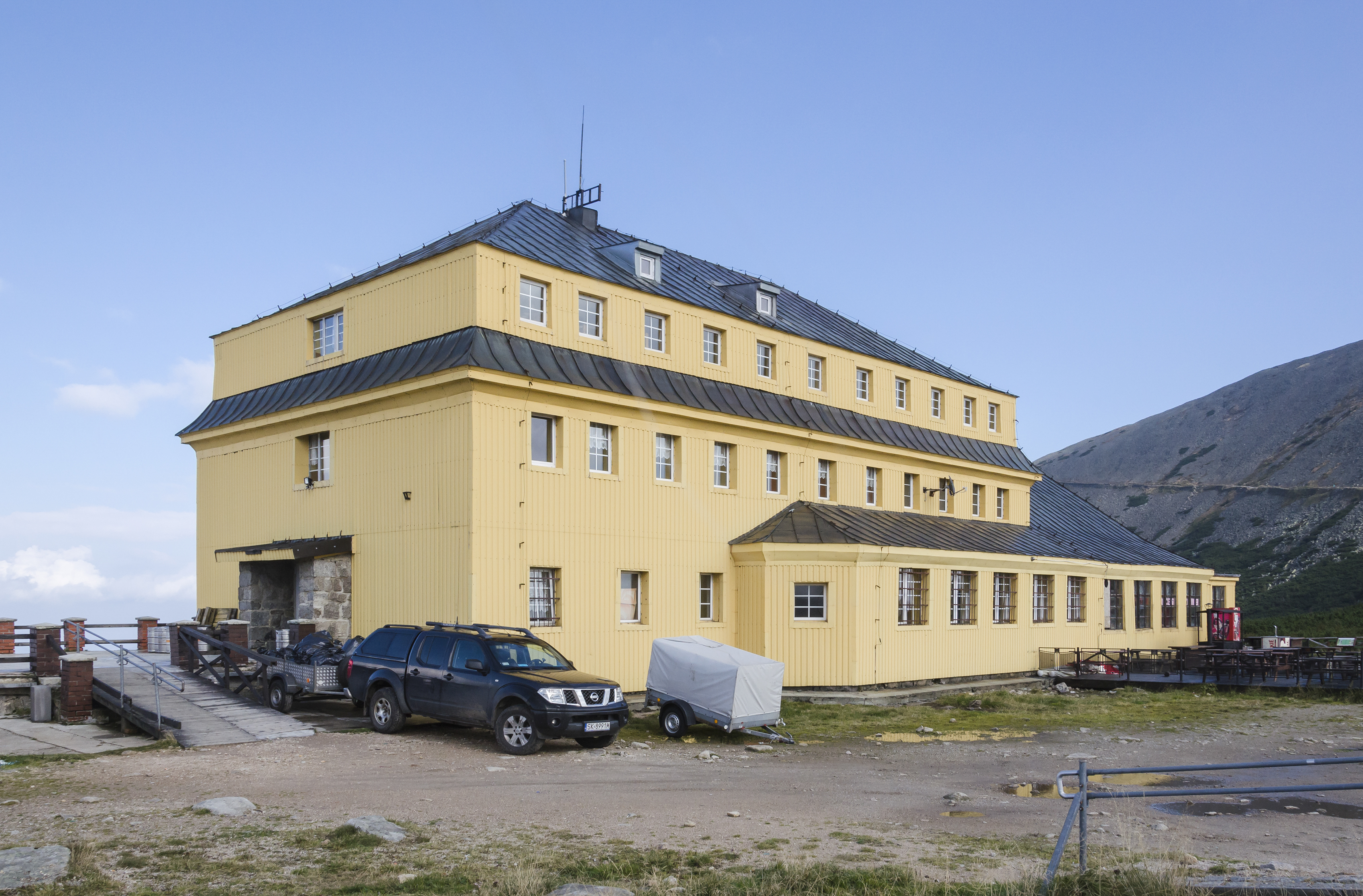
Schronisko Dom Śląski (Schlesierhaus)
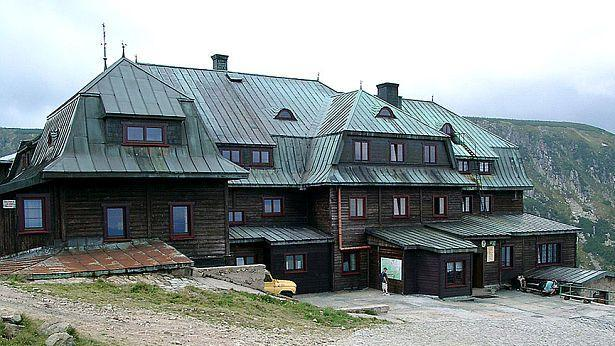
Schronisko Strzecha Akademicka (Hampelbaude)